# Schizolegnia tenera
Schizolegnia tenera là một loài thực vật có mạch trong họ Dennstaedtiaceae. Loài này được (Dryand.) Alston miêu tả khoa học đầu tiên năm 1956.